# والتر (فیلم ۲۰۱۵)
والتر (به انگلیسی: Walter) فیلمی محصول سال ۲۰۱۵ و به کارگردانی آنا ماسترو است. در این فیلم بازیگرانی همچون اندرو جی وست، ویرجینیا مادسن، میلو ونتیمیگلیا، لون رامبین، نو کمبل، ویلیام اچ میسی، جاستین کرک، پیتر فاسینلی، جیم گافیگان و برایان جی. وایت ایفای نقش کرده‌اند.